# 友谊路站 (武汉地铁)
友谊路站位于中华人民共和国湖北省武汉市江汉区，是武汉地铁1号线的地铁车站。

## 车站结构

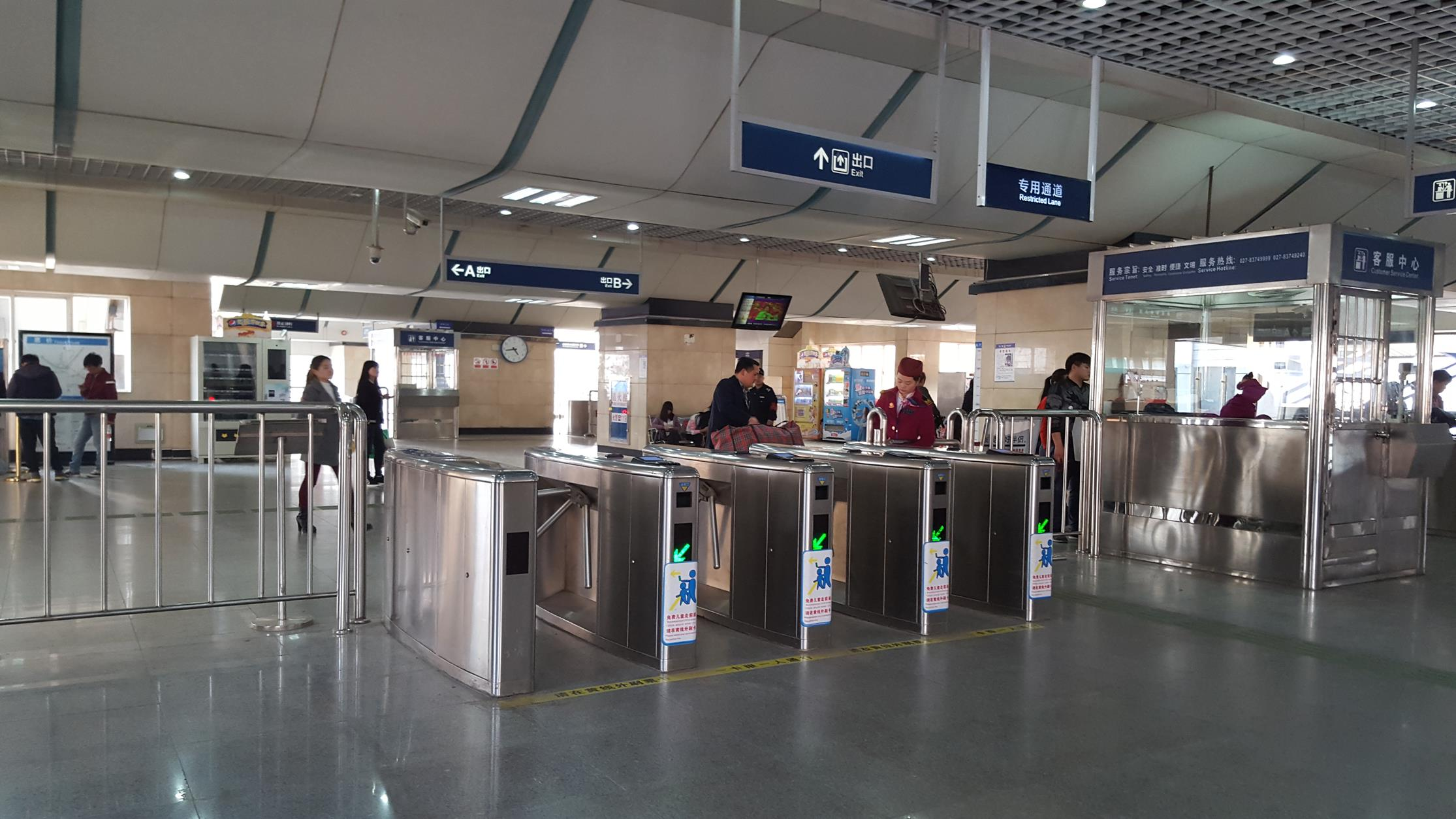
站廳層

车站位于京汉大道与友谊路的交汇处，沿京汉大道布置。为东西走向。
车站为高架三层侧式站台，地面为京汉大道主干道，上二层为车站站厅房屋。

### 楼层分布
| 地上三层 | 侧式站台，右侧开门 | 侧式站台，右侧开门         | 侧式站台，右侧开门 | 侧式站台，右侧开门 |
|          |                    | █ 1号线 往径河（利济北路） |                    |                    |
|          |                    | █ 1号线 往汉口北（循礼门） |                    |                    |
|          | 侧式站台，右侧开门 |                            |                    |                    |
| 地上二层 | 站厅               | 售票机、客服中心、聯外天橋 |                    |                    |
| 地面     |                    | 出入口                     |                    |                    |

### 車站出口

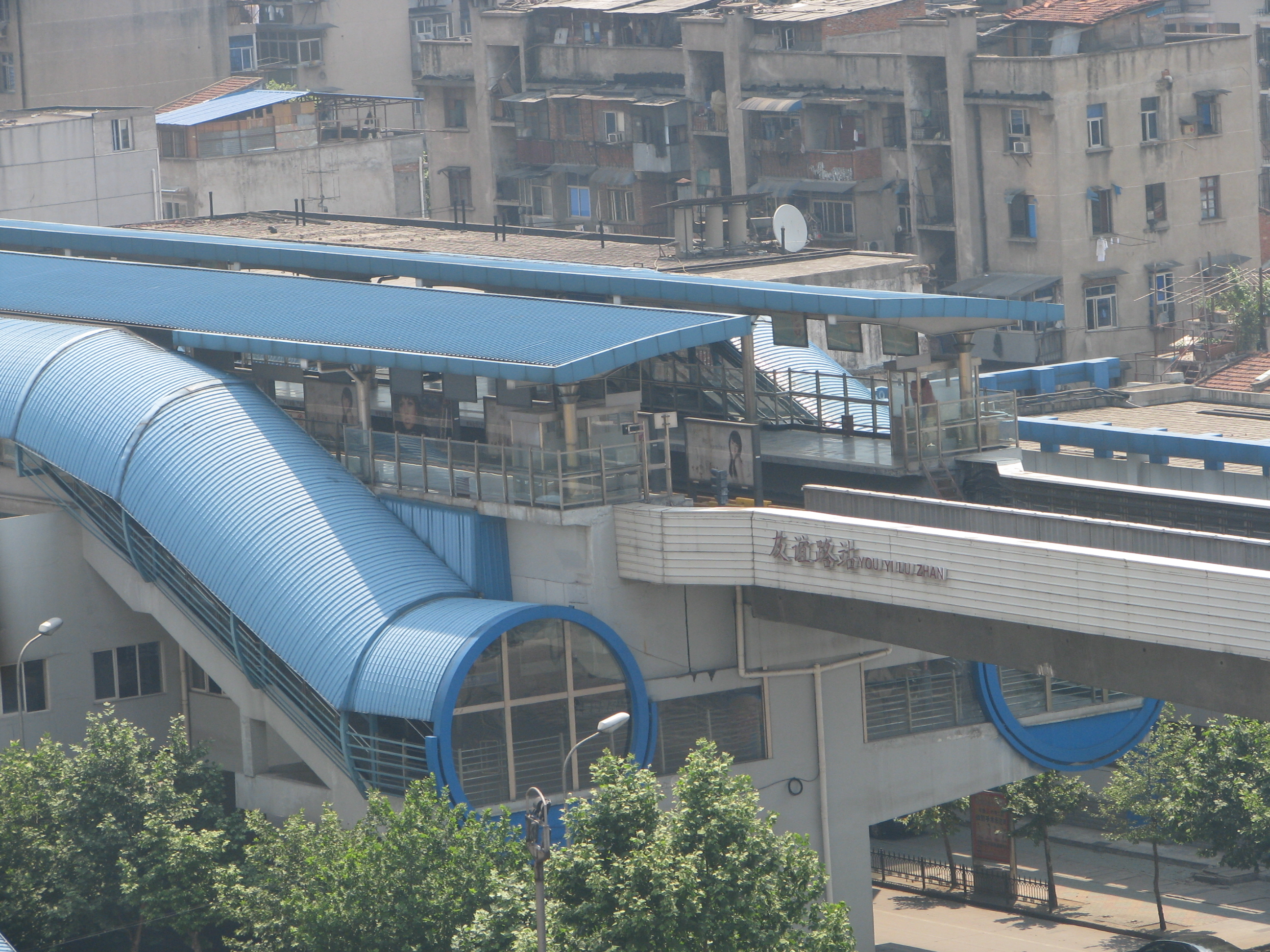
車站外觀

|                                                 |      |                                                                         |
| 出口編號                                        | 設施 | 建議前往的目的地                                                        |
| A                                               |      | 友谊路 永豐社區、仁厚社區                                               |
| B                                               |      | 双洞正街 协和医院、亚洲心脏病医院、武汉国际会展中心、郵政社區、單洞社區 |
| 注： 設有升降機 \| 設有輪椅升降台 \| 設有洗手間 |      |                                                                         |

## 历史
友谊路站是武汉地铁1号线一期工程的站点之一。2004年7月28日正式开通运营。

## 接驳交通

### 公汽
- 京汉大道友谊路站： 2，505，506，571，592，622
- 京汉大道前进一路站：207,526,527,533,553,563,595,601,622,9
- 友谊路自治街站：207,506,527,532,535,553,561,563,595,721,803,9

## 邻近地区
中百仓储友谊路店、庄胜崇光、武汉协和医院、武汉国际大厦、武汉亚洲心脏病医院、武汉天安假日酒店

## 事件
2018年2月8日下午4时许，1号线友谊路站往汉口北方向站台，33岁的姚某翻到轨道区间内露台上，扬言要跳轨自杀，被轻轨站工作人员发现后及时劝阻并报警。事件造成1号线上下行双向断电停运长达40多分钟，沿线各站约30万乘客滞留等严重后果。9月6日，姚某犯寻衅滋事罪，被汉阳区人民法院判处有期徒刑一年六个月缓刑二年，成为中国大陆首例因跳轨扬言自杀被追究刑事责任的案件。

### 内部链接
- 武汉地铁车站列表